# Baglan Bay
Baglan Bay är en community i Storbritannien. Den ligger i kommunen Neath Port Talbot och riksdelen Wales, i den södra delen av landet, 260 km väster om huvudstaden London.
Communityn utgörs av ett obebott hamnområde. 
Industrin utvecklades i området på 1800-talet, då kol, plåt och keramik exporterades hit. 1963 öppnade oljebolaget BP en petrokemisk anläggning här och 1968 var BP Baglan Bay en av de största petrokemiska anläggningarna i Europa, och sysselsatte 2500 arbetare år1974. Verket stängdes successivt mellan 1994 och 2004.
Efter att platsen slutligen stängdes 2004, utvecklades platsen av BP och walesiska myndigheter till Baglan Energy Park, inklusive kraftverket Baglan Bay.